# Derrick
Derrick was van 1974 tot 1998 een Duitse krimiserie waarin 'Stephan Derrick', hoofdinspecteur bij de Münchener Kriminalpolizei (recherche), gespeeld door Horst Tappert, moordzaken oplost met zijn assistent 'Harry Klein' (Fritz Wepper). In de 24 jaar (25 seizoenen) dat de serie liep werden 281 afleveringen gemaakt, waarvoor alle scenario's geschreven werden door Herbert Reinecker. De uitzendfrequentie was doorgaans één keer per maand meestal op zondagavond. In 1978 werd het tijdstip van uitzending verplaatst naar het traditionele ZDF-misdaadtijdstip op vrijdag van 20.15 tot 21.15 uur.

## Cast
- Horst Tappert  - Stephan Derrick
- Fritz Wepper - Harry Klein
- Willy Schäfer - Willy Berger
- Gerhard Borman - Echterding (tussen aflevering 12 en 38 in 18 afleveringen)
- Günther Stoll  - Schröder (tussen afleveringen 5 en 35 in 19 afleveringen)
- Hermann Lenschau  - Kriminalrat Harder (tussen aflevering 5 en 36 in 4 afleveringen)
- Marion Kracht - psychologe Sophie Lauer (5 afleveringen vanaf 1994)

## Geschiedenis
De serie werd van 20 oktober 1974 tot 16 oktober 1998 uitgezonden op de Duitse zender ZDF, de Oostenrijkse zender ORF en de Zwitserse zender SF DRS.
De nadruk lag bij Derrick altijd op denkwerk en psychologie. Opvallend was dat typische geweldsscènes achterwege bleven, veel meer ging het om het motief van de dader(s). In de beginfase van de serie werd de dader al direct bij aanvang bekend. Na kritiek hierop werd dit concept aangepast. In de afleveringen daarna bleef tot het einde ongewis wie de dader was, hetgeen de spanning voor de kijker duidelijk verhoogde. Talloze afleveringen spelen zich af in rijke of deftige milieus en ook de beide speurders Derrick en Klein gedragen zich beschaafd.
De serie eindigde toen Horst Tappert de leeftijd van 75 jaar had bereikt en vond dat het zo wel genoeg was. De optie dat de serie zonder Derrick zou doorgaan met de tot Oberinspektor bevorderde Harry Klein wees hij af. Het scenario voor de laatste aflevering werd op Tapperts wens aangepast. Oorspronkelijk was het de bedoeling dat Derrick in een confrontatie met criminelen om het leven zou komen. Dit vond Tappert echter geen passend einde. Zodoende herschreef Reinecker het script: Derrick werd bevorderd naar een afdeling van Europol in Brussel.
Vele bekende Duitse acteurs hebben gastrollen gespeeld, vaak meer dan eens. Sommigen speelden slachtoffer in de ene aflevering en kwamen in een latere aflevering terug als verdachte, waardoor een acteur eens zei dat hij "drie keer lijk en twee keer moordenaar" was geweest. Er waren ook acteurs te zien die in andere krimi's (bijvoorbeeld Tatort) zelf de Inspektor of Kommissar waren. Enkele namen: Heinz Bennent, Herbert Botticher, Horst Buchholz, Cornelia Froboess, Götz George, Hannelore Hoger, Brigitte Horney, Curd Jürgens, Harald Juhnke, Sebastian Koch, Thomas Kretschmann, Siegfried Lowitz, Inge Meysel, Armin Mueller-Stahl, Lilli Palmer, Carl Raddatz, Maria Schell, Ernst Schröder, Carl-Heinz Schroth, Gisela Uhlen en Christoph Waltz.
In de loop der jaren zijn 20 verschillende televisieregisseurs voor Derrick verantwoordelijk geweest. Onder hen waren Erik Ode en Horst Tappert zelf.
De serie is in ruim 100 landen uitgezonden en was ook enorm populair. In Nederland werd de serie oorspronkelijk van oktober 1974 tot december 1998 uitgezonden door de TROS, evenals latere herhalingen en in Vlaanderen door de VRT. In sommige landen bijvoorbeeld Hongarije werd de serie nagesynchroniseerd. Door de grote populariteit van Derrick werden jarenlang herhalingen uitgezonden, ook toen de serie al jaren gestopt was. In Nederland gebeurde dat door Omroep MAX. Daaraan kwam in april 2013 een abrupt einde na de onthulling dat hoofdrolspeler Tappert in de Tweede Wereldoorlog vrijwillig gediend had bij de Division Totenkopf van de Waffen-SS. Op 27 april 2013 maakte Omroep MAX bekend per direct te stoppen met de uitzendingen, Een paar dagen later kwam het Duitse ZDF tot datzelfde besluit.

## Afleveringen
- Zie Lijst van afleveringen van Derrick

## Personages

### Stephan Derrick
Bij het onderzoek naar de toedracht van het misdrijf gaat Oberinspektor Derrick methodisch te werk. Hij ontwikkelt zijn ideeën graag hardop, waarbij zijn assistent Harry Klein het klankbord is. Derrick is een gentleman-detective. Hij draagt op het werk altijd een maatkostuum. Zijn dienstwapen gebruikt hij alleen in uiterste noodgevallen, vaak heeft hij het niet eens bij zich. Opvallend is wel dat hij in de vroegere afleveringen zijn wapen vaker gebruikt dan in de latere episoden en dat er dus ook meer sprake is van schiet- en achtervolgingsscènes. Derrick profileert zich in de loop der tijd als een niet-roker. Hij drinkt in horecagelegenheden zelden een glas bier, meestal wijn of mineraalwater. Derrick is niet getrouwd en woont in een koophuis. In de serie is tweemaal sprake van een vriendin. In de latere afleveringen werd de zeventiger Tappert zichtbaar ouder en strammer, zodat Derricks handelingen steeds statischer werden en zich concentreerden op de dialoog en het denkwerk. 

### Harry Klein
In alle 281 afleveringen van Derrick speelt Fritz Wepper mee als Harry Klein. Dit personage is afkomstig uit de krimi Der Kommissar als assistent van commissaris Keller (Erik Ode). Op het moment dat Fritz Wepper aan de serie Derrick gaat deelnemen, verdwijnt hij na de 71ste aflevering uit Der Kommissar met de afscheidswoorden: "Ab morgen bin ich bei Oberinspektor Derrick." In Der Kommissar wordt zijn taak voortgezet door zijn broer Elmar Wepper die ook als personage Erwin Klein de broer van Harry gaat spelen. Harry is een bekwame rechercheur, maar alles wat hij doet gebeurt op Derricks initiatief. In de gesprekken is hij het klankbord voor Derrick, die aan hem zijn ideeën over de toedracht ontvouwt. Harry reageert intelligent, maar het is Derrick zelf die tot de  plotselinge doorbraak komt en de juiste conclusies trekt. Als Harry één keer zelf verantwoordelijk is voor het onderzoek naar een misdrijf (in de aflevering Ein Fall für Harry) komt Derrick op tijd terug om de zaak tot een goed einde te brengen. Harry en Stephan tutoyeren ("dutzen") elkaar vanaf het begin, wat in de hiërarchische verhoudingen bij de Duitse recherche (en dus ook in veel krimi's) niet vanzelfsprekend is.

### Andere rechercheurs
Berger, gespeeld door Willy Schäfer, is de derde man in de serie die zich meestal alleen op het bureau laat zien en vaak voor de koffie zorgt. In aflevering 8 speelt Schäfer voor het eerst de rol van Berger, in aflevering 10 speelt Schäfer de rol van getuige om later als politiefunctionaris terug te keren. Zijn voornaam in de serie zou aanvankelijk Franz zijn, maar in aflevering 81 noemt Harry Klein hem bij de voornaam van de acteur (Willy). Dit en andere scènes in verscheidene afleveringen maakt dat het personage voortaan bekend werd als Willy Berger. Günther Stoll vertolkt tot aan zijn dood in 1977 de rol van politiefunctionaris Schröder in 19 afleveringen. 

## Muziek
De Derrick theme song werd gespeeld door Les Humphries. De achtergrondmuziek werd in de meeste afleveringen verzorgd door Frank Duval en Eberhard Schoener

## "Harry, hol schon mal den Wagen"
In de meeste afleveringen verplaatsen Derrick en Klein zich in een BMW, soms in een Audi. De zin "Harry, hol schon mal den Wagen" kreeg in Duitsland en ook in Nederland een cultstatus, hoewel hij in de serie zelf nooit gebezigd werd. De enige keer dat Derrick deze zin zei, was in de speelfilm Derrick - Die Pflicht Ruft, bij wijze van parodie. De zin is afkomstig uit een persiflage van de serie door de Duitse komieken Harald Schmidt en Fred Feuerstein..
De zin kwam wel een keer voor in een aflevering van Der Kommissar, waar Fritz Wepper ook al de rol van Harry Klein op zich nam. In een Tatort-aflevering "Mutterliebe" beseft rechercheur Max Ballauf dat hij zijn collega de variant "Freddy, hol schon mal den Wagen" kon toevoegen, in een andere Tatort-uitzending werd de zin eens gebezigd door rechercheur Till Ritter, als een knipoog naar de tv-collega.

## Parodieën
- Derrick is in Nederland geparodieerd in het programma Jiskefet. Hierin speelde Herman Koch de rol van inspecteur Tampert (deze naam is een verbastering van Tappert) en Michiel Romeyn die van zijn assistent. De persiflage bevatte veel steenkolenduits en benadrukte de traagheid van de oorspronkelijke serie.
- Een tweede parodie was de Nederlandse reclamecampagne "Geen spoed, wel politie" in 2002, om het in 2000 gelanceerde landelijk alarmnummer 0900-8844 meer bekendheid te geven. Hierin wordt Horst Tappert ‘s avonds thuis telefonisch lastiggevallen door mensen die de politie proberen te bereiken.[4]
- In 2004, nadat de serie reeds een aantal jaren was gestopt, kwam er bij wijze van persiflage een avondvullende tekenfilm over Derrick en zijn assistent Harry. In Derrick - de plicht roept worden de stemmen van de hoofdrolspelers vertolkt door Horst Tappert en Fritz Wepper zelf.

## Trivia
- In Utrecht bestond er van 2003 tot 2017 een discotheek met de naam "Aus der Reihe Derrick".[5]

Adelheid und ihre Mörder ·
Alarm für Cobra 11 - Die Autobahnpolizei ·
Der Alte ·
Bella Block ·
Derrick ·
Das Duo ·
Der Fahnder ·
Ein Fall für zwei ·
Grossstadtrevier ·
Der Kommissar ·
Kommissar Rex ·
Die Kommissarin ·
Polizeiruf 110 ·
Rosa Roth ·
Schimanski ·
Siska ·
SOKO 5113 ·
Stockinger ·
Tatort ·
Ein starkes Team